# Homme-soleil

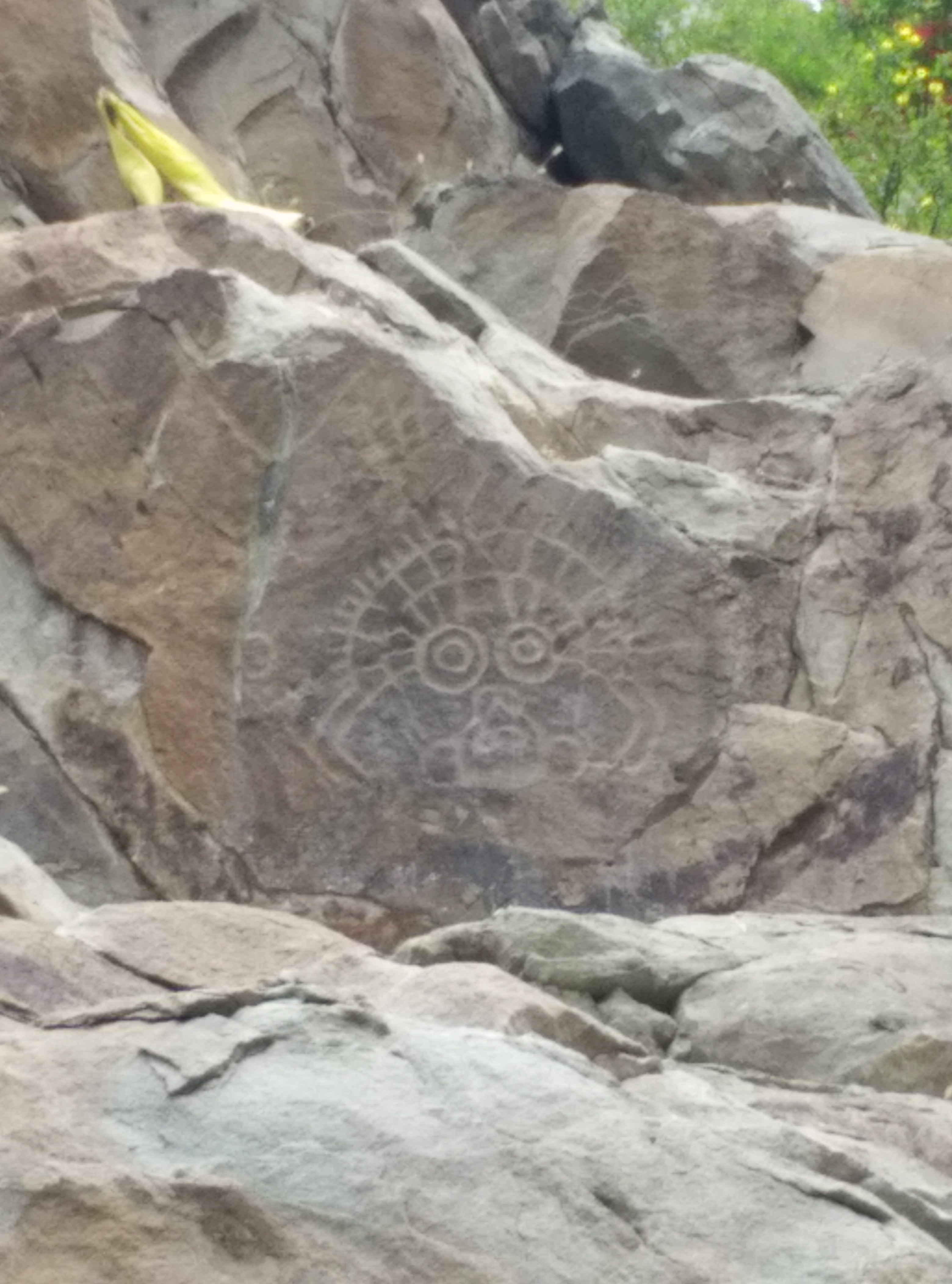
Pétroglyphe représentant l'esprit (ou dieu) du soleil. Monts Helan, Chine du Nord

La figure d'homme-soleil désigne un type particulier de représentation anthropomorphique gravée sur des parois rocheuses, au sein de sites préhistoriques d'art rupestre. Contrairement aux autres anthropomorphes, ceux-ci ont une tête en forme de soleil, c'est-à-dire constituée de cercles concentriques ou de rayons lumineux. Plus rarement, ces figures ont une tête surmontée d'un croissant de lune. Certains archéologues parlent éventuellement dans ce cas d'hommes-lunes.

## Description
Les pétroglyphes datent généralement du Néolithique ou de l'Âge du bronze. Les figures d'homme-soleil ont été principalement trouvées en Asie, notamment en Chine et en Asie centrale. Elles sont interprétées comme des représentations de divinités. Cette interprétation est renforcée par le fait que de nombreux anthropomorphes, de plus petites dimensions, sont souvent dessinés à leurs pieds, en train de danser ou de lever les bras vers le ciel en signe d'adoration, comme dans une scène cultuelle.

## Sites avec des hommes-soleil[2]
- Kazakhstan :
  - Tamgaly : principal site de pétroglyphes avec ce genre de représentations. Dans ce site sont recensés 28 hommes-soleil.
  - Akkainar : site localisé à 40 km au sud de Tamgaly avec 31 hommes-soleil.
  - Karakyr : site localisé à vingt kilomètres au nord-ouest de Tamgaly avec six hommes-lune.
  - Kaishi : site de la vallée de l'Usek avec un homme-soleil et un homme-lune.
  - Baïkonour : site avec deux hommes-soleil.
  - Kulzhabasy : site avec dix hommes-soleil[3].
  - Eshkiolmes : site avec deux hommes-soleil.

- Kirghizistan :
  - Saimaluu-Tash : 76 hommes-soleil

- Chine :
  - Damaidi
  - Gravures rupestres des monts Helan